# 亞洲箭齒鰈
亞洲箭齒鰈為輻鰭魚綱鰈形目鰈亞目鰈科的其中一種，為溫帶海水魚，分布於北太平洋區，從日本海、鄂霍次克海至阿留申群島海域，棲息深度20-1200公尺，嘴非常大，鰓耙細長，尾鰭強壯且呈新月狀，背鰭軟條98-116枚、臀鰭軟條76-94枚，體長可達100公分，棲息在底層水域，生活習性不明，可做為食用魚。